# 柏峰水库
柏峰水库是中国浙江省金华市义乌市境内的一座水库，位于东阳江支流大田溪上，建于1975年。水库正常库容为1939万立方米，集雨面积为23平方千米，海拔为79米。